# San Pedro del Paraná
San Pedro del Paraná è un centro abitato del Paraguay, nel dipartimento di Itapúa; dista 365 km dalla capitale del paese, Asunción. La località forma uno dei 30 distretti in cui è suddiviso il dipartimento.

## Popolazione
Al censimento del 2002 San Pedro del Paraná contava una popolazione urbana di 5.260 abitanti (28.598 nel distretto), secondo i dati della Dirección General de Estadística, Encuestas y Censos.

## Storia
La località fu fondata a poca distanza dal fiume Tebicuary il 29 giugno 1789 alla presenza del governatore spagnolo Joaquín Alós y Bru e del cacique Bobí, che dominava la zona. In seguito divenne un'importante stazione ferroviaria e un centro di produzione e commercializzazione del legno.